# Потоцкий, Александр (1756—1812)
Граф Александр Потоцкий (30 марта 1756 — 10 мая 1812, Конецполь) — польский государственный деятель и магнат, министр полиции Великого герцогства Варшавского (1807—1811).

## Биография
Представитель польского дворянского рода Потоцких герба «Пилява». Единственный сын старосты глинянского Игнацы Потоцкого (ок. 1715—1765) от первого брака с Юзефой Петронеллой Сулковской (ум. 1756).
В 1784 году Александр Потоцкий был избран послом (депутатом) от Подольского воеводства на сейм. В 1790 году — член комиссии административного распорядка Краковского воеводства для ксензского и лелувского поветов. Товарищ народной кавалерии, член объединения сторонников конституции.
В 1793—1802 годах Александр Потоцкий был связан с ликвидацией обанкротившихся банков в Варшаве. Противник Тарговицкой конфедерации. В 1794 году А. Потоцкий присоединился к восстанию под руководством Тадеуша Костюшко, был сторонником умеренной ориентации, член Верховного криминального суда, приговорившего лидеров Тарговицкой конфедерации. Во время прусской оккупации Александр Потоцкий работал в Варшавском обществе друзей наук и Варшавского лицея Самуила Линде.
15 января 1807 года А. Потоцкий был назначен директором полиции Правящей комиссии, а 5 октября того же года он стал министром полиции Великого герцогства Варшавского. В 1809 году стал кавалером Орденом Святого Станислава и Белого орла. 24 ноября 1811 года он был вынужден уйти в отставку с этой должности за критику французской политики. Взамен он стал сенатором-воеводой и получил высокую ренту. С 14 февраля 1807 года он был также членом Палаты образования, с 27 декабря 1811 года — член Дирекции образования.
22 марта 1811 года Александр Потоцкий стал вице-президентом сельскохозяйственного общества.
Скончался 10 мая 1812 года в Конецполе.

## Семья
Жена с 1778 года Тереза Людвика Чапская, дочь Михаила Чапского, от брака с которой у него были сын и дочь:
- Михаил Потоцкий (27 октября 1779 — 29 августа 1855), сенатор-каштелян Царства Польского (1824), сенатор-воевода Царства Польского (1831)
- Юзефа Потоцкая (ок. 1784 — 9 апреля 1859), жена Войцеха Михаила Островского (1782—1847), сенатора-каштеляна Царства Польского.

Благодаря браку с Терезой Людвикой Чапской Александр Потоцкий получил во владение Конецполь и Хшонстув с округой.